# Dorylaea prakkei
Dorylaea prakkei är en kackerlacksart som beskrevs av Bruijning 1948. Dorylaea prakkei ingår i släktet Dorylaea och familjen storkackerlackor. Inga underarter finns listade i Catalogue of Life.